# Сунженская
Су́нженская — станица в Кочубеевском районе (муниципальном округе) Ставропольского края России.

## География
Расстояние до краевого центра: 72 км.
Расстояние до районного центра: 45 км.

## История
27 сентября 1995 года Глава администрации Ставропольского края постановил «Зарегистрировать возникший на территории Кочубеевского района при строительстве жилья вынужденным переселенцам сельский населённый пункт, присвоив ему наименование „станица Сунженская“ и включив в состав Георгиевского сельсовета».
До 16 марта 2020 года станица входила в упразднённый Георгиевский сельсовет.

## Население
| 2002 | 2010 | 2014 | 2021 |
| ---- | ---- | ---- | ---- |
| 127  | ↘94  | ↗100 | ↘72  |

По данным переписи 2002 года в национальной структуре населения преобладают русские (85 %).

## Инфраструктура
Медицинскую помощь оказывает фельдшерско-акушерский пункт.